# Gareth Ellis

a Compétitions nationales et continentales officielles uniquement.

b Matchs officiels uniquement.
Gareth Ellis, né le 3 mai 1981 à Castleford, Yorkshire de l'Ouest est un joueur de rugby à XIII anglais évoluant au poste de centre, de deuxième ligne ou troisième ligne dans les années 2000. Il a été sélectionné en sélection anglaise et sélection britannique, participant avec la première à la coupe du monde 2008 et au Tournoi des Quatre Nations 2009. En club, il a commencé sa carrière aux Wakefield Trinity Wildcats puis la poursuit aux Leeds Rhinos avant de signer dans la National Rugby League pour Wests Tigers. Il revient en Angleterre au Hull FC en 2013.

## Palmarès
- Collectif :
  - Vainqueur de la Super League : 2007 et 2008 (Leeds Rhinos)
  - Vainqueur de la Challenge Cup : 2016 et 2017 (Hull FC).
  - Finaliste de la Super League : 2005 (Leeds Rhinos)
  - Finaliste de la Challenge Cup : 2005 (Leeds Rhinos) et 2013 (Hull FC).

- Individuel :
  - Sélection dans la « Dream Team » de la Super League : 2003, 2006, 2007, 2008 et 2016.